# قلعة روملي حصار

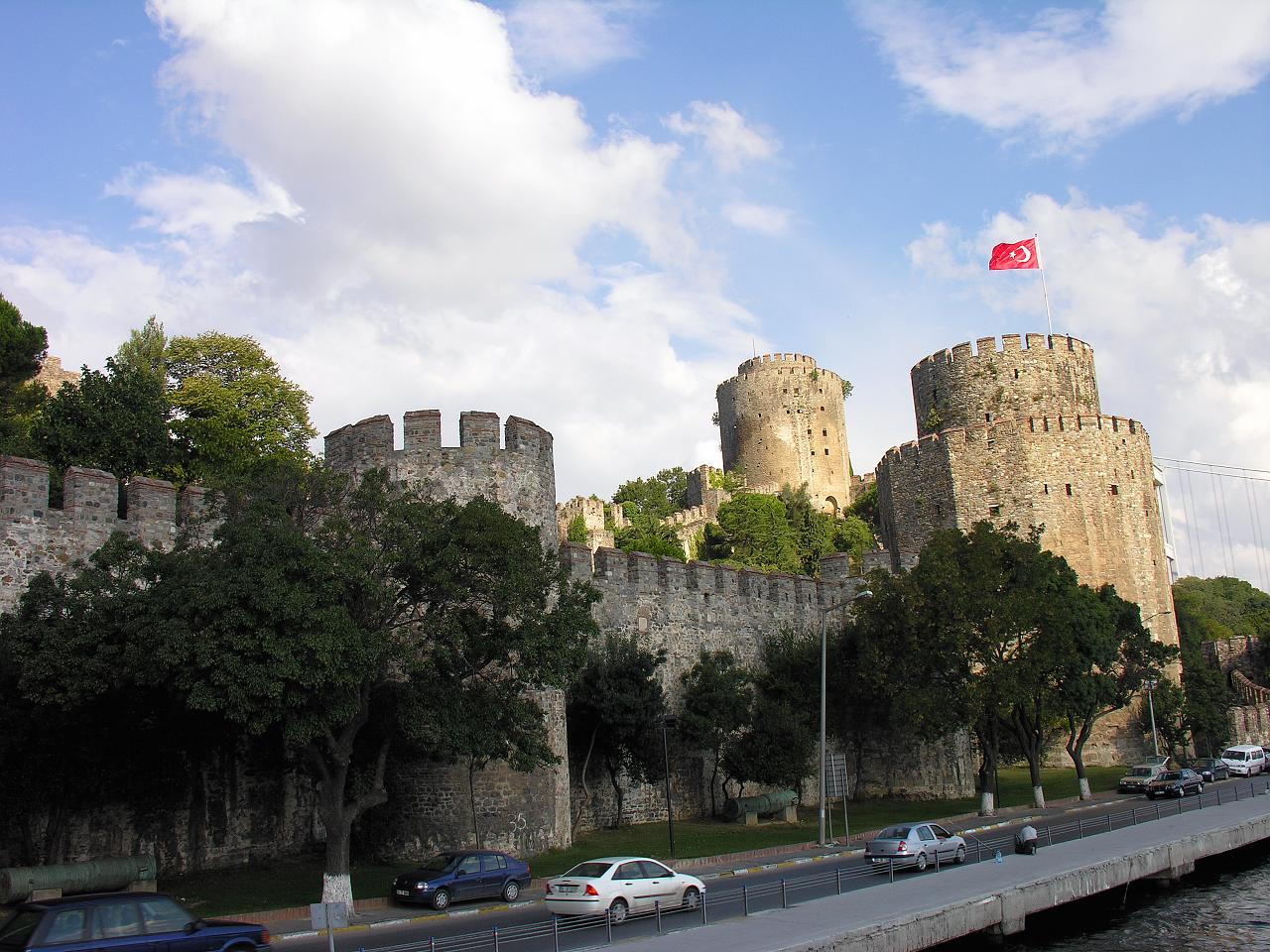
قلعة روملي حصار

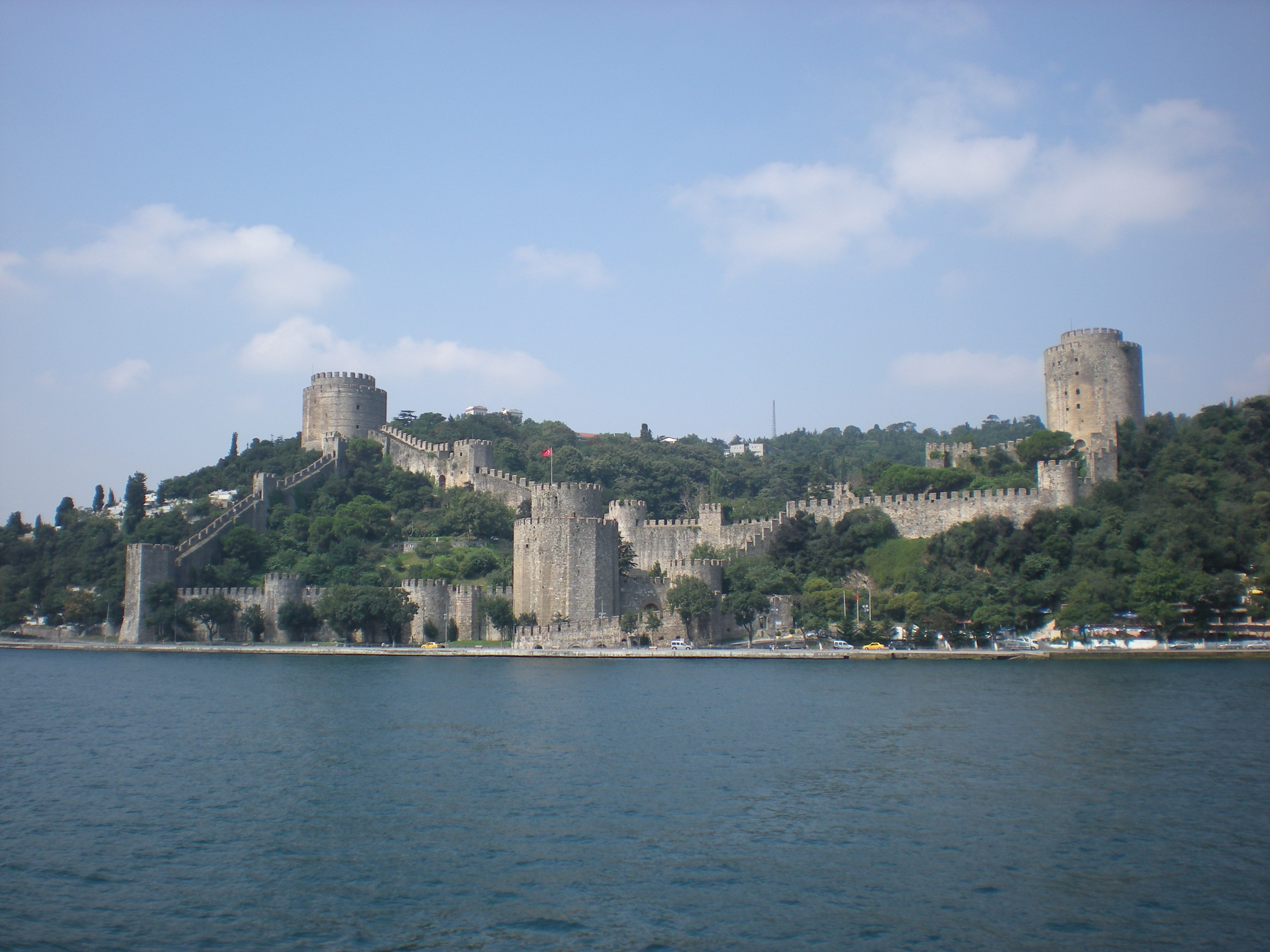
قلعة روملي حصار

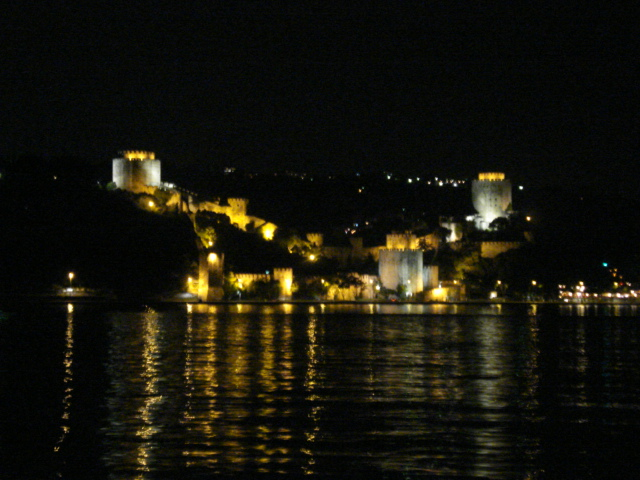
قلعة روملي حصار

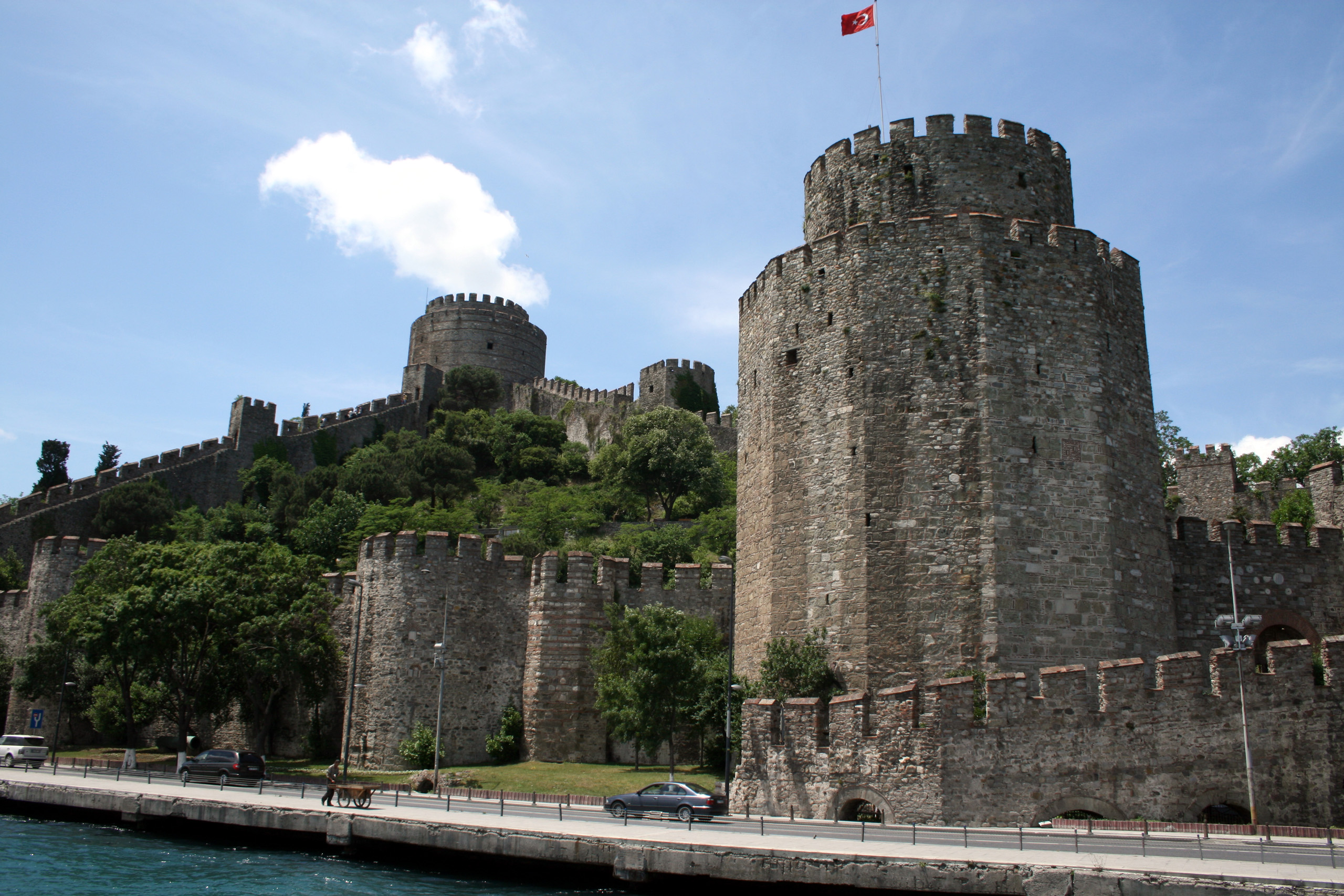
قلعة روملي حصار

 قلعة روملي حصار أو حصن الروملي هي القلعة التي بناها السلطان الغازي محمد الفاتح  وكانت منطلق فتحه للقسطنطينية،  وتبلغ مساحتها 31,250 م2، وبنيت في 4 أشهر فقط وهي روعة في الجمال تحدت التضاريس وكانت معجزة في البناء توقيتاً وبناءً. بنيت القلعة تمهيدًا لفتح القسطنطينية ولإحكام الحصار حولها، وتعد «قلعة روملي حصار» من أهم معالم مدينة إسطنبول التاريخية، وتتميز القلعة التي تطل على مضيق «البوسفور» بأسوارها وأبراجها العالية.

## موقع القلعة
وصل السلطان محمد الفاتح على رأس قوة قوامها خمسون ألف شخص إلى الموقع الذي يوجد به «روميلي حصار» في يوم الأحد 5 ربيع الأول 856 للهجرة، الموافق 26 مارس عام 1452 للميلاد، وذلك لقطع قناة البحر الأسود على بيزنطة، وبالتالي قطع إعاشتها من هناك من جهة، والسيطرة قناة إسطنبول (البوسفور) الآمن بين الأناضول و الروميلي من جهة ثانية، ولقد حدد السلطان محمد الفاتح، نفسه مكان قلعة الحصار وهدم كنيسة سان ميشيل الموجوده هناك، وأضاف أنقاضها إلى المواد التي أتي بها من الأناضول، كما أتي بالخشب من أرغلي ـ قره دنيز وأزمير، وبقى في هذا الموقع حتى نهاية شهر أغسطس، حيث عمل إشرافاً مباشراً على أعمال البناء، التي استخدم فيها بين 3 و 5 آلاف عامل، وعشرة آلاف رجل بصفة مساعدين، ونجح في إنهاء العمل في نهاية شهر أغسطس.
ولما كان العمل جارياً على قدم وساق، في قلعة روملي حصار كان السلطان محمد الفاتح يقوم بإضافة بعض الملاحق إلى قلعة الأناضول، وترميم بعض استحكاماتها، ووضع المدافع والعساكر فيها، وبذلك تمكن من القناة في أضيق محل منها من الجانبين.
ويذكر أن أعمال الإنشاء والبناء في قلعة الروملي التي سميت في المصادر العثمانية باسمها القديم بوغاز كسن أي (قاطع القناة)، تمت في أربعة أشهر، وتذكر إحدى الروايات، أنها أكتملت في أربعين يوماً.
إلا أنه بموجب المصادر البيزنطية، فإن مجيء السلطان إلى موقع القلعة، كان في 5 ربيع الأول، الموافق 26 مارس وأما بموجب الكتابة الموجودة على الباب الداخلي من القلعة الناظر على جهة حي «ببك» فكان الانتهاء من العمل في شهر رجب الموافق لشهر يوليو، ولذلك يتضح أن هذا العمل الهائل، قد تم استكماله خلال ثلاثة أشهر ونصف، ولما اكتملت القلعة، ووضع فيها المحافظون، رجع السلطان محمد الفاتح إلى أدرنة وذلك في يوم الأثنين 12 شعبان، الموافق 28 أغسطس.
يذكر أن سمك جدران القلعة بين 20 إلى 25 قدماً، وأن سمك جدران الأبراج المغطاة بطبقة من الرصاص المسكوب، بين 30,32، و35 قدماً. وبُنيت القلعة على شكل اسم النبى محمد (صلى الله عليه وسلم) للتفريج عن المسلمين بأوامر من السلطان.

## اكتمال إنشاء أعمال القلعة
لما تم الانتهاء من أعمال إنشاء القلعة، وضعت فيها مدافع، بمختلف الأبعاد.
وأقيم فيها أربعمائة جندي مختار، بقيادة فيروز آغا الذي كان السلطان محمد الفاتح يعتمد عليه كثيراً، وأمر فيروز آغا، بتوقيف جميع السفن المارة بالقناة وإجبارها على تحية السنجق والقيام بتفتيش السفن، وتحصيل رسم مناسب مع حمولتها، وإغراق أي سفينة لاتطيع الأوامر. ولقد قام فيروز آغا بتنفيذ هذا الأمر على الفور، حيث تم، على سبيل المثال، إغراق سفينة تابعة للبنادقة، في شهر شعبان الموافق لشهر أغسطس، نظراً إلى رفضها امتثال الأوامر.
لقد ذكر السلطان محمد الفاتح للوفد، الذي بعثه الإمبراطور البيزنطي للاحتجاج على أعمال الإنشاء، أن هذا تدبير أمني، مشيراً إلى أن موقع (الحصار) لايتبع بيزنطة، ولا الجنويين، وأنه نقطة عبور، تابعة للأتراك وحدهم، يضاف إلى ذلك، أن توفير الأمن اللازم للقناة، سوف يقضي على قراصنة رودس والبندقية وقاتالان وغيرهم ممن يضر بالتجارة التركية والبيزنطية، على حد سواء، لذلك فينبغي أن يسر الإمبراطور بهذا العمل.
مشيراً إلى أن مراد الثاني لما أراد العبور إلى الروملي عبر قناة جنق قلعة (الدردنيل)، فإن أسطول اللاتين، قد منعه من ذلك، وأنه أضطر إلى عبور قناة أسطنبول بصعوبة شديدة، ولما رأى السلطان محمد الفاتح إصرار الوفد على موقفه، قال السلطان لأعضائه:
أن الأماكن التي تصل إليها القوة التي أملكها، لاتصلها آمال امبراطوركم، وأنني إذ أسمح هذه المرة، بعودتكم، فإذا تكرر مجئ وفود منكم، فإنني سوف أقشط جلود أعضائها وهم أحياء، وبذلك طردهم من مجلسه شر طردة. ويبدو أن الإمبراطور أصبح يتعقل ويفهم الوضع، بل أن هناك رواية تشير إلى أنه بات يرسل الأكل إلى العمال العاملين في عملية البناء، بغية التسكين من روع السلطان.

## مخطط أعمال بناء قلعة الروملي
المخططات التي نفذت في أعمال بناء قلعة الروملي التي تقع على أضيق الحدود بين الساحل الأناضولي والساحل الروملي والتي تقدر المسافة بـ (700) متر، هي من آثار المعماري مصلح الدين. في الحقيقة أن هذه القلعة تشكلت من ثلاث زوايا وثلاثة أبراج، ويتحكم برجان منها في البحر، وأحدها في البر. والبرج المضلع الواقع بجانب البحر، بناه الوزير الأعظم خليل باشا جاندارلي، والبرج المطل على قرية حصار بناه صاروجه باشا، والبرج المطل على حي ببك بناه زاغانوس محمد باشا، ويروى أن هؤلاء كانوا يعملون بأيديهم في البناء حتى يصبحوا مثلاً يحتذى به العمال.

## معرض الصور

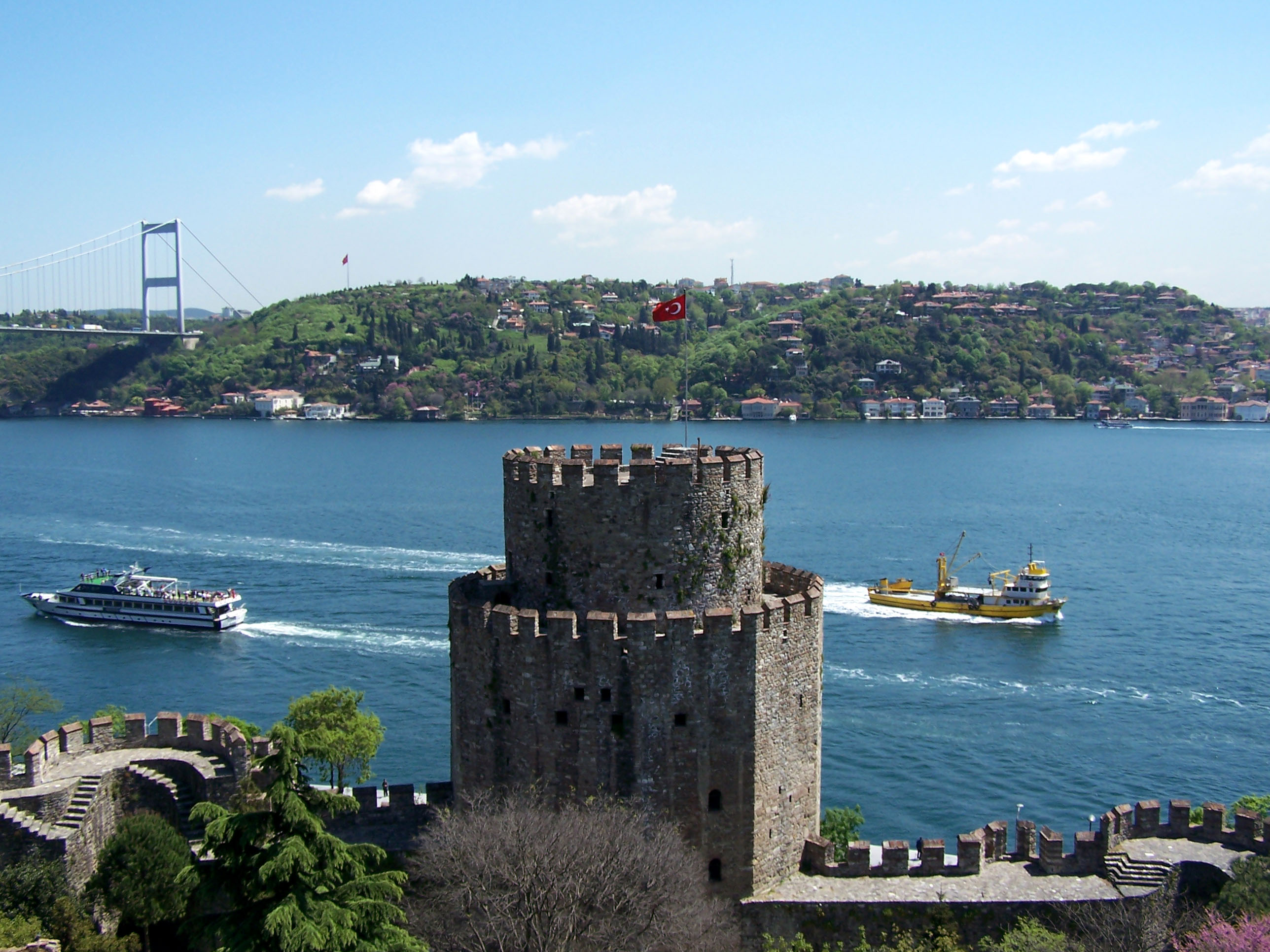
قلعة روملي حصار
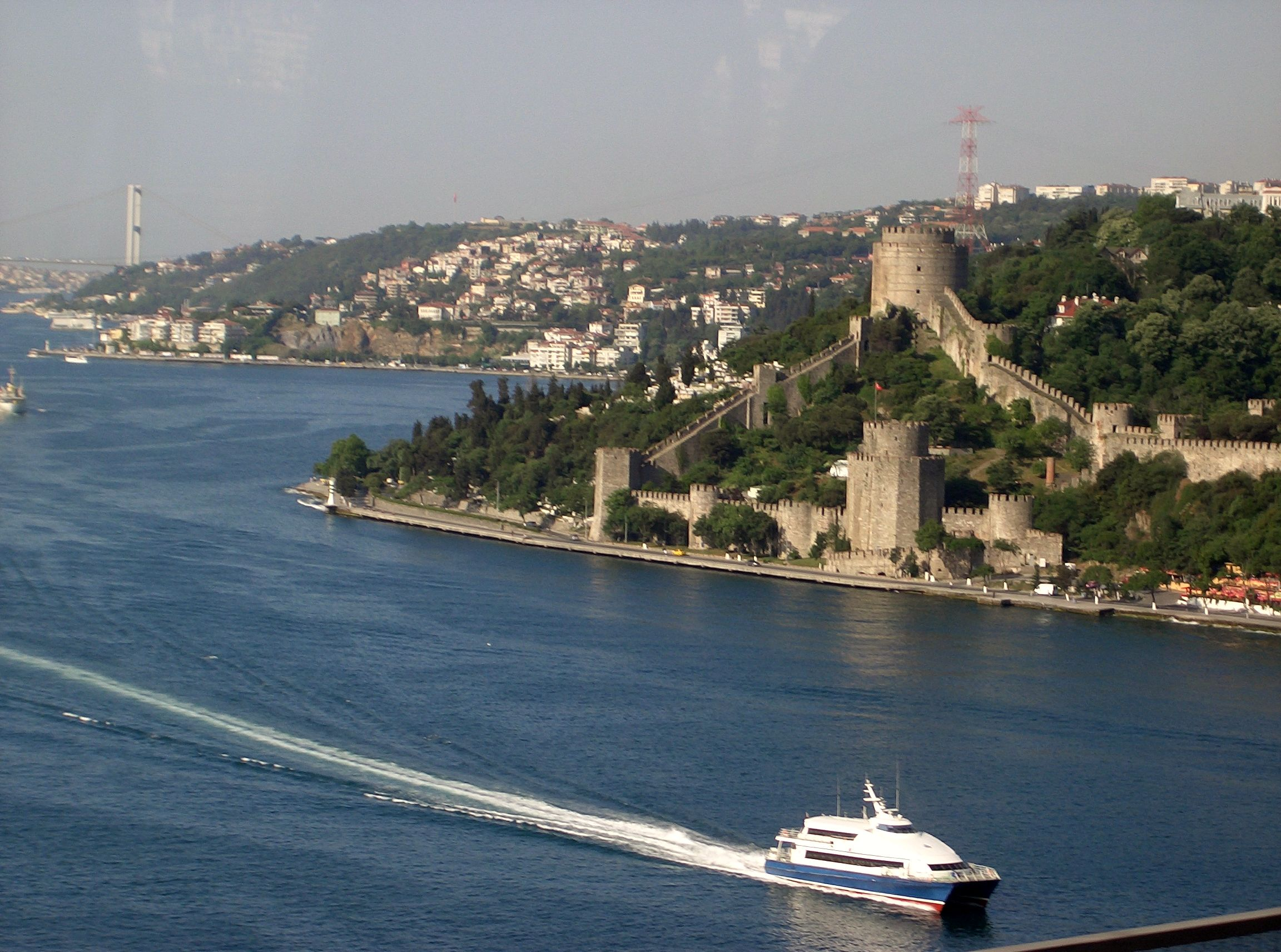
قلعة روملي حصار
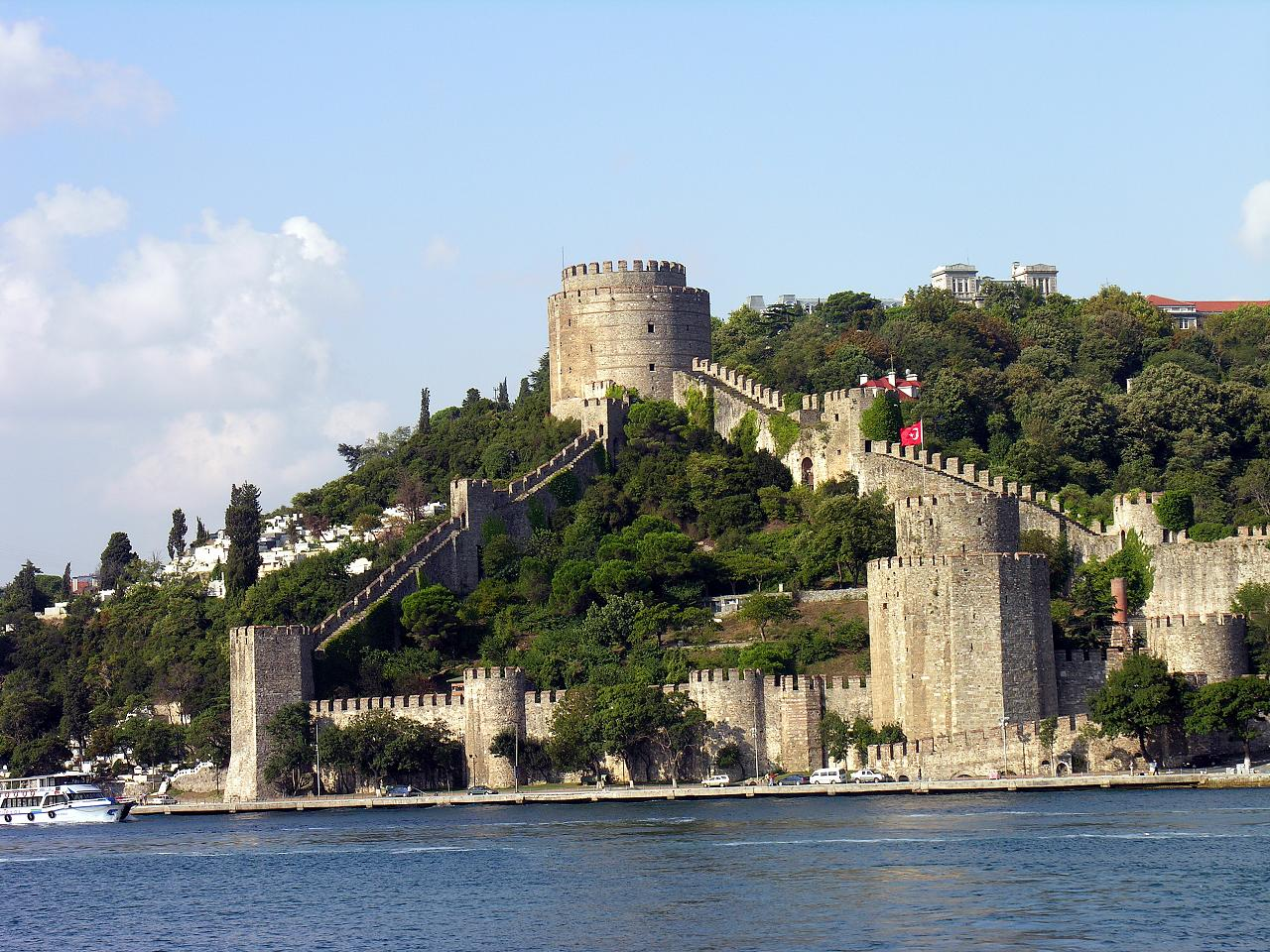
قلعة روملي حصار
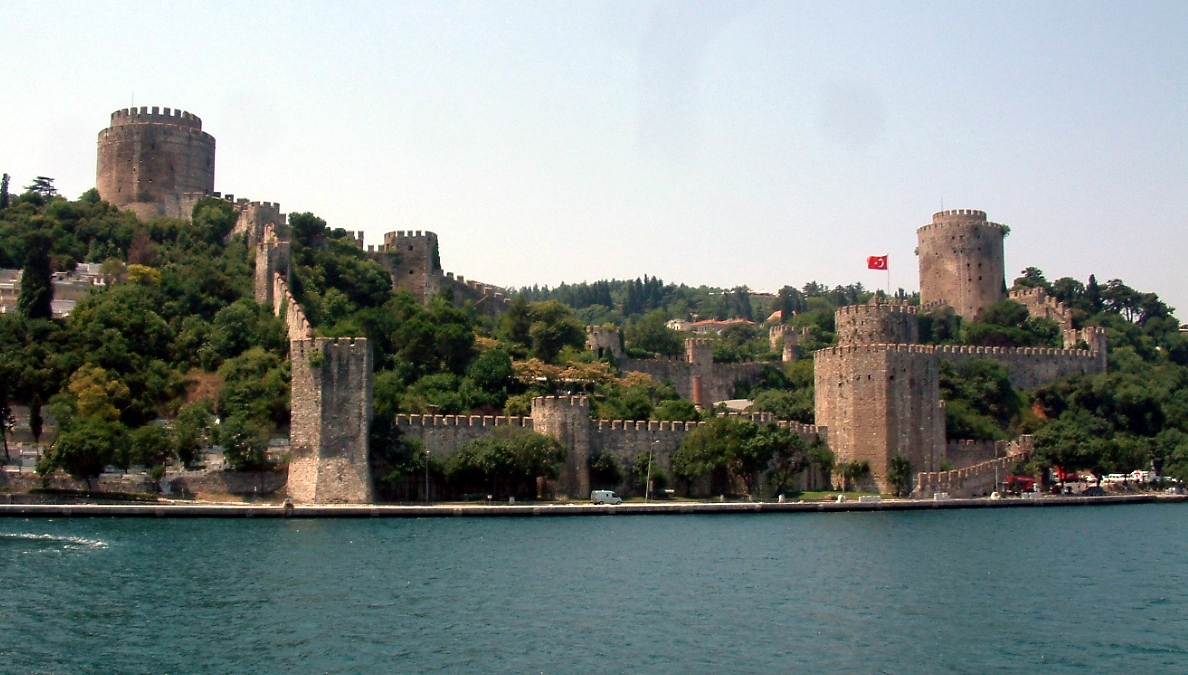
قلعة روملي حصار